# Coves de Mallorca
Coves de Mallorca és un fragment de la decoració de la Casa Trinxet, feta per Joaquim Mir, i que actualment forma part de la col·lecció de la Fundació Municipal Joan Abelló a Mollet del Vallès.
→ Llegiu l'article principal sobre Casa Trinxet.

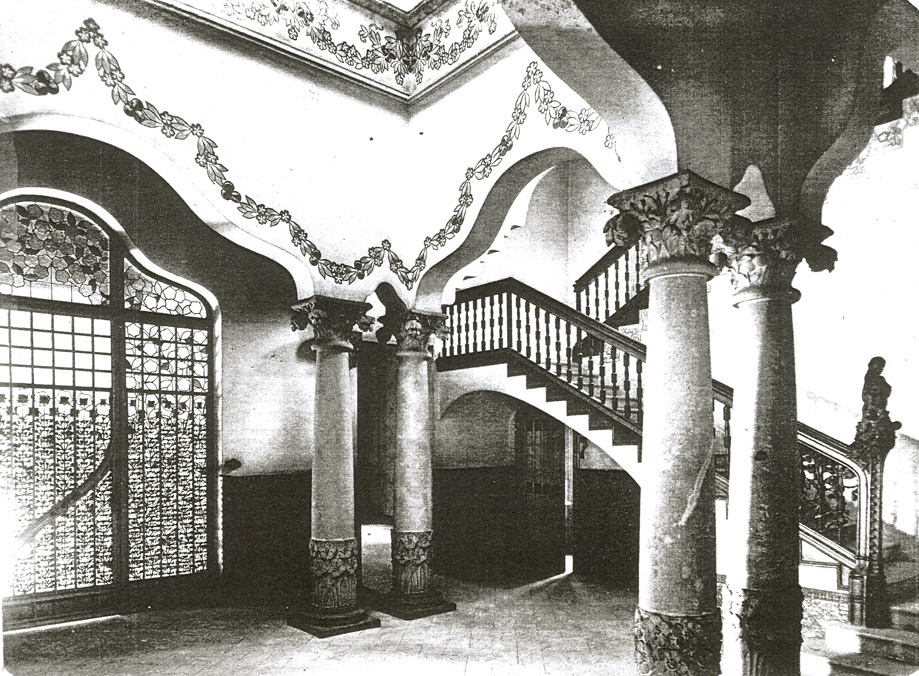
Interior de la Casa Trinxet.

Aquesta obra és un fragment d'una pintura mural que en Mir va fer per al menjador de la casa del seu oncle, la Casa Trinxet i que es va enderrocar l'any 1967. Les pintures es van salvar perquè en aquell moment ja tenien un valor. Aquestes pintures recobrien dos menjadors de la casa, de 9 i 13 metres respectivament, i després de ser enderrocada, la família les va salvar i les va fragmentar per a posar-les al mercat.
Durant les seves estades a Barcelona, en Mir tenia el taller a les golfes de la casa del seu oncle, i ell li va demanar la decoració dels menjadors d'aquesta casa. La casa era una joia del modernisme català, feta per en Josep Puig i Cadafalch, que va merèixer el premi de l'Ajuntament de Barcelona el 1905.
Aquest fragment es troba actualment al Museu Abelló, perquè després que el conjunt es dispersés, en Joan Abelló la va comprar per a poder conservar una part d'aquesta meravella pictòrica que formava el conjunt.

## Descripció de l'obra
Aquesta obra és una pintura a l'oli sobre tela, que forma part de la decoració de la Casa Trinxet que Joaquim Mir havia fet per al seu oncle. És una obra grans dimensions (190 x 220 cm).
Trobem un paisatge de gran format amb un cromatisme força intens. En aquesta peça, que pertany a l'època de Mir a l'illa, el pintor ens representa una vista de les coves de Mallorca. L'intens cromatisme esdevé el protagonista per sobre de la forma, obrint les portes cap al camp de l'abstracció ja que no trobem referència al paisatge, sinó que cal fixar-se en la vibració dels colors. Apreciem un predomini de colors freds com ara blaus, grisos i verdosos, tot i que a la part superior esquerra destaquen tonalitats més càlides com el vermell, el rosat i l'ataronjat. Es pot veure que és una obra amb poca capa pictòrica.
Per a entendre la pintura d'en Joaquim Mir cal entendre la seva idea del paisatge, i és que per a l'artista, era més important el mètode que l'estil, és a dir, calia sortir en busca de la naturalesa, analitzar i comprendre la llum. El paisatge havia de realitzar-se de manera natural, sense artificis ni recerques sofisticades. Qualsevol objecte de la natura era òptim no només per a ser representat de manera gràfica sinó també per crear una obra d'art. Aquest pensament, i sense voler, el va convertir en una espècie de guia per als joves seguidors catalans d'aquella època, que admiraven profundament els seus recursos en quant al color i la llum.
En aquesta obra, l'autor ens vol donar una idea de la Mallorca que ell coneix, però sobretot hem de pensar que no era una obra única, sinó que formava part d'un conjunt pictòric. Cal entendre que els colors són purament decoratius, buscant integrar-se al conjunt. Per tant, és important remarcar que no es tracta d'una obra concebuda com altres pintures d'en Mir, com una unitat visual, sinó que requereix de la nostra imaginació per a poder estendre la vista i buscar la continuïtat de la pintura. No hi ha un punt de vista central ni un punt de referència, pel que l'hem de considerar com un fragment d'un tot. Amb el conjunt dels colors i aquesta idea, ens obre les portes cap al l'abstracció.
Tot això responia al gust modernista de l'època i sobretot als capricis dels catalans de l'alta societat, com en Avelino Trinxet Cases.

## Exposicions
L'obra Coves de Mallorca ha estat exhibida a les següents exposicions:
- Joaquim Mir, Museu d'Art Modern de Barcelona, Barcelona, 0/05/1972 - 01/06/1972
- Joaquim Mir al Camp de Tarragona, Fundació La Caixa, Barcelona, 14/05/1991 - 21/06/1991
- Joaquim Mir, itinerari vital, Fundació La Caixa, Palma, 03/12/1997 - 25/01/1998
- Joaquim Mir, itinerari vital, Fundació La Caixa, Girona, 18/03/1998 - 19/04/1998
- Joaquim Mir, itinerari vital, Fundació La Caixa, Lleida, 06/02/1998 - 08/03/1998
- Mir i Abelló a Vic, Sala d'art Caixa Manlleu, Vic, 19/12/2001 - 03/02/2002
- La mirada de l'artista, Museu Abelló, Mollet del Vallès, 01/03/1999 - 21/01/2007
- L'art modern a la col·lecció Abelló s.XIX-XX, Museu Abelló, Mollet del Vallès, 21/01/2007
- Josep Puig i Cadafalch. Arquitecte de Catalunya, Museu d'Història de Catalunya, 14/12/2017 - 14/04/2018
- L'art modern a la col·lecció Abelló s.XIX-XX. Renovació 2108, Museu Abelló. Mollet del Vallès, 20/05/2018
- Azul, el color del Modernismo, Caixa Forum Sevilla, 03/05/2019 - 02/10/2019
- Azul, el color del Modernismo, Caixaforum Zaragoza, 26/09/2019 - 26/01/2020
- Azul, el color del Modernismo, Palma, 19/02/2020 - 31/05/2020